# Effektpigment

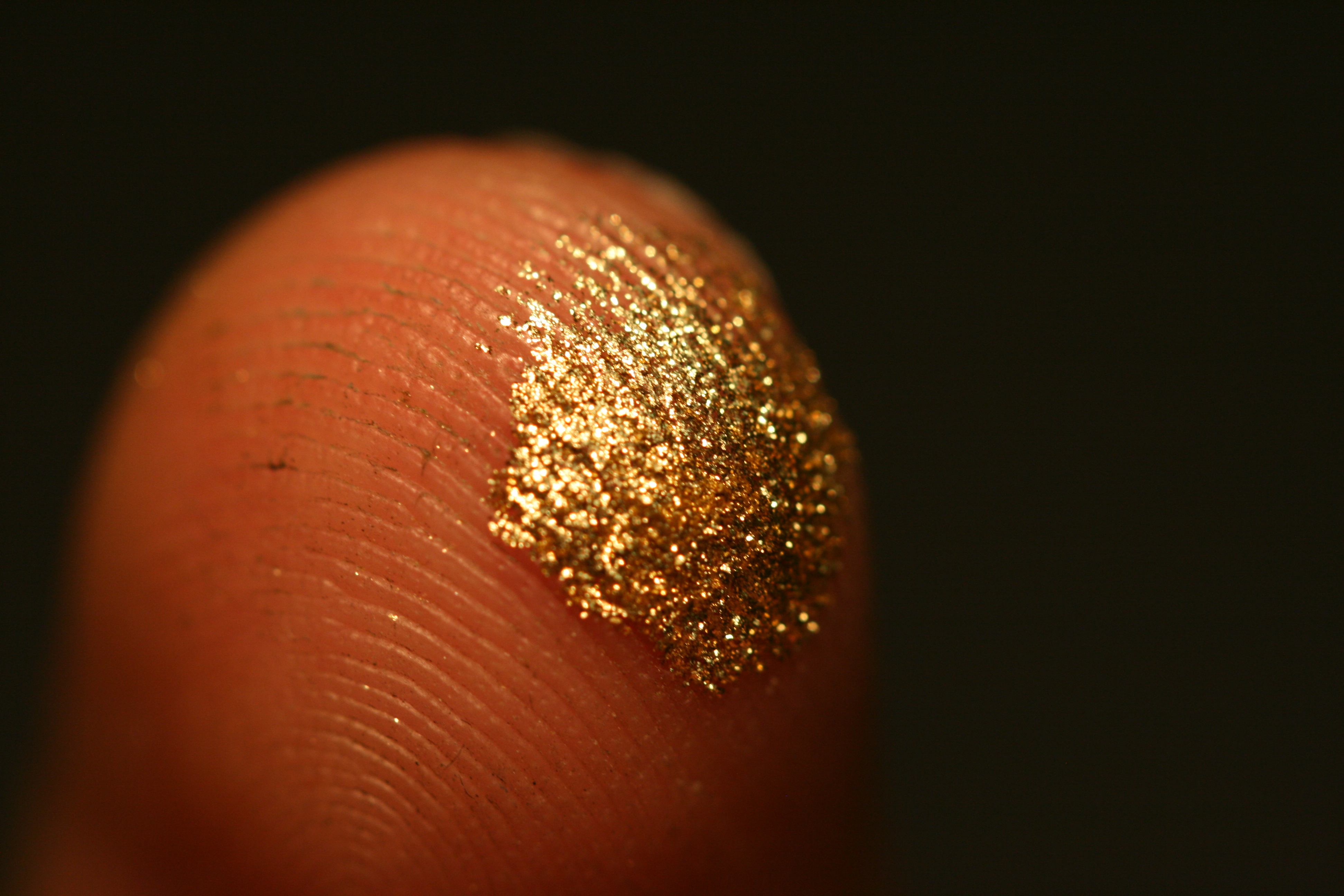
Goldtinte auf einem Finger

Effektpigmente sind Pigmente, die dem System, in dem sie eingebettet sind, zusätzliche Eigenschaften wie winkelabhängige Farbton- oder Glanzänderungen (Flop-Effekt) oder Textur verleihen. Da nahezu alle Effektpigmente einen Einfluss auf den Glanz des Systems haben, ist der Begriff Glanzpigment ebenso gebräuchlich, wobei Glanzpigmente im engeren Sinne vorwiegend plättchenförmige Partikel enthalten.
Druckfarben, die Effektpigmente enthalten, werden als Sonder- oder Schmuckfarben bezeichnet.

## Geschichte
Während Metalleffektpigmente, anfangs aus Gold, später aus Messing, bereits im vierten bis dritten Jahrhundert vor Christus bekannt waren, begann die Entwicklung von Perlglanzpigmenten erst in der Mitte des 17. Jahrhunderts. Erst mit der Aufklärung der Wirkungsweise um 1920 konnten diese synthetisiert werden. In den Jahren 1963 und 1964 wurden die ersten Patente zur Herstellung von Interferenzpigmenten eingereicht. In den Jahren ab 1990 vollzog sich eine sehr schnelle Entwicklung mehrerer neuer Klassen von Interferenzpigmenten, auf Basis von Flüssigkristallpolymeren (LCD-Pigmente), synthetischem Glimmer, Aluminiumoxid und Siliciumdioxid und Borosilikat.

## Einteilung

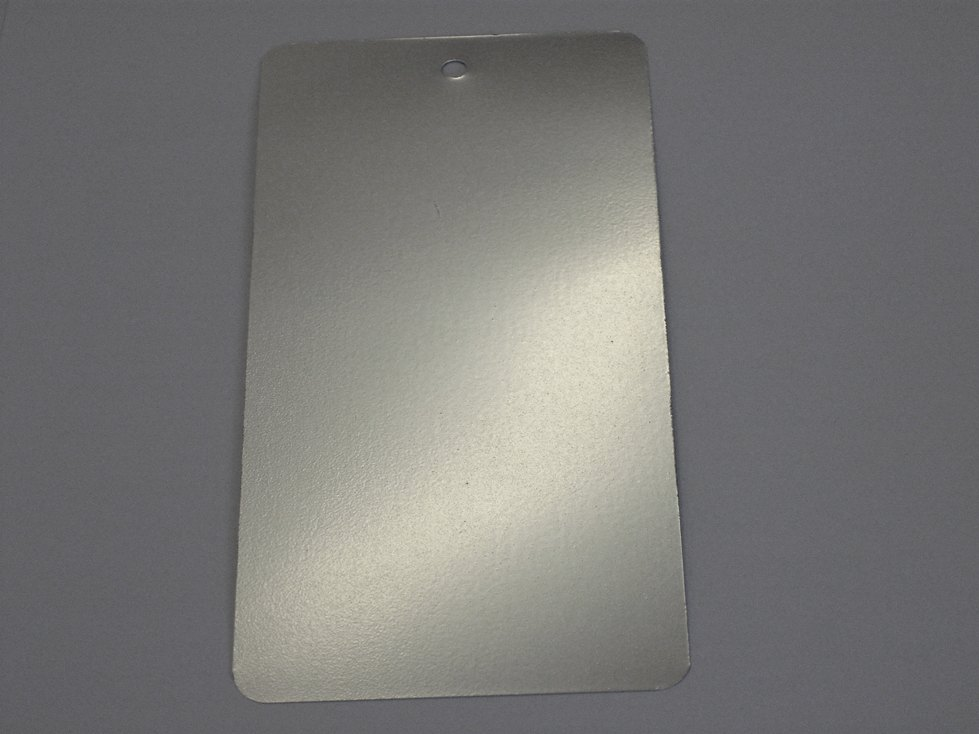
Lack mit Metalleffektpigment

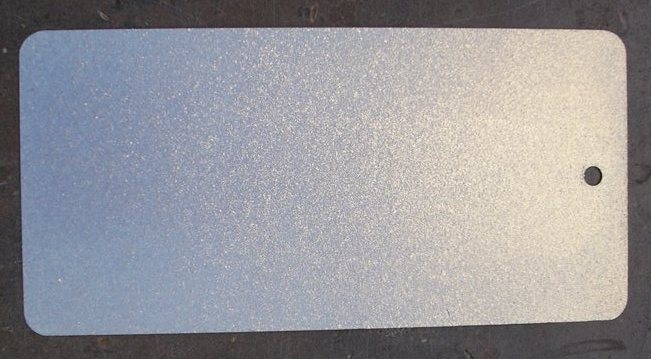
Lack mit Interferenzpigment

### Einteilung nach Zusammensetzung
Effektpigmente werden in Metalleffektpigmente und spezielle Effektpigmente eingeteilt. Während erstere Gruppe relativ scharf abgegrenzt ist, sind die Grenzen innerhalb der speziellen Effektpigmente weniger ausgeprägt.
Metalleffektpigmente sind Glanzpigmente aus Metall, deren Plättchen sich in der Anwendung parallel orientieren und einen durch Reflexion des Lichts an den Metallplättchen erzeugten, metallähnlichen Effekt zeigen. Wichtige Metalleffektpigmente sind Aluminium-, Messing- und Kupferplättchen.
Da Perlglanzpigmente und Interferenzpigmente insbesondere bei neueren Pigmentklassen nicht scharf abgegrenzt werden können, werden diese Gruppe unter dem Begriff spezielle Effektpigmente zusammengefasst. Perlglanzpigmente sind Effektpigmente, die aus transparenten Plättchen mit hohem Brechungsindex bestehen. Sie erzeugen durch Mehrfachreflexion einen perlenähnlichen Effekt. Interferenzpigmente sind Effektpigmente, deren farbgebende Wirkung ganz oder vorwiegend auf Interferenz beruht. Interferenzpigmente können auf transparenten oder nichttransparenten Plättchen basieren. Die weiteste Verbreitung in der Industrie haben metalloxidbeschichtete Glimmerpigmente, die je nach Art und Dicke der Beschichtung zu den Perlglanz- oder zu den Interferenzpigmenten gehören können. Kommerziell erhältliche Perlglanzpigmente sind Fischsilber, basisches Bleicarbonat, Bismutoxidchlorid und plättchenförmiges Eisenoxidrot. Die wichtigsten Interferenzpigmente sind plättchenförmiges Titandioxid, plättchenförmige organische Pigmente, Metalloxid-Glimmerpigmente, Aluminiumoxid-Flakes, Borosilikat-Flakes, Siliciumdioxid-Flakes, metalloxidbeschichtete Metallplättchen, Multischichtpigmente (Fabry-Perot-Struktur), Flüssigkristallpigmente und strukturierte Effektpigmente.

### Einteilung nach Erscheinungsbild
Die anwendungstechnische Einteilung bezieht sich auf das Erscheinungsbild der Pigmente. Dazu werden Farbeindruck und Transparenz herangezogen. Deckende Effektpigmente können schwarz, silber, bunt oder goniochromatisch (winkelabhängiger Farbeindruck) sein. Bei halbtransparenten und transparenten Effektpigmenten existieren keine Schwarzpigmente.
| Farbeindruck          | Deckende Pigmente                        | Semitransparente Pigmente                                                                   | Transparente Pigmente             |
| --------------------- | ---------------------------------------- | ------------------------------------------------------------------------------------------- | --------------------------------- |
| Schwarz               | Graphit Molybdänsulfid Glimmer/Fe3O4     | -                                                                                           | -                                 |
| Silber                | Metalleffektpigmente                     | Glimmer/FeTiO3                                                                              | Glimmer/TiO2 BiOCl                |
| Bunt                  | Einfach beschichtete Aluminiumplättchen  | Glimmer/Fe2O3 Al2O3/Fe2O3 plättchenförmiges Fe2O3 Mica/TiO2                                 | Glimmer/TiO2                      |
| Winkelabhängige Farbe | Mehrfach beschichtete Aluminiumplättchen | Glimmer/TiO2/org. Pigment Glimmer/Fe2O3 Fe2O3/SiO2/Fe2O3 SiO2/Fe2O3 Polyesterfilmzuschnitte | Flüssigkristallpigmente SiO2/TiO2 |

## Eigenschaften

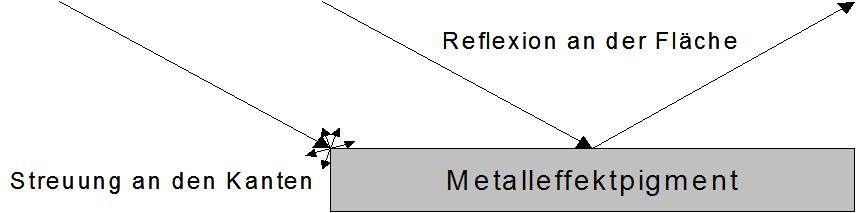
Optische Wirkung eines Metalleffektpigments

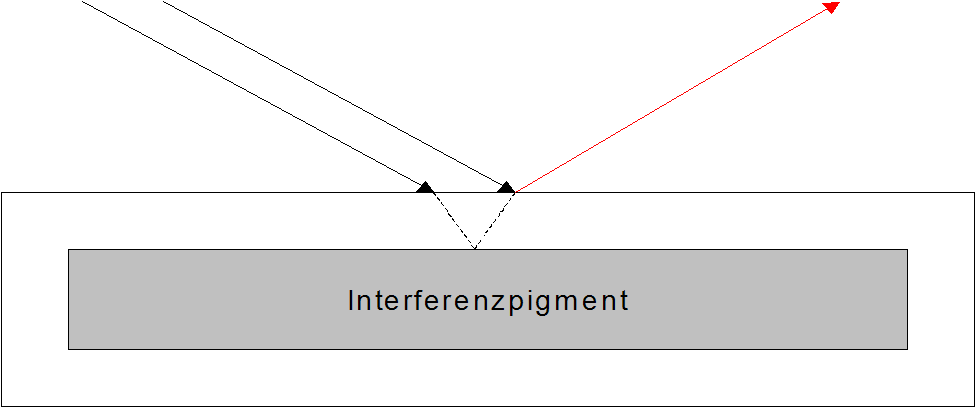
Optische Wirkung eines Interferenzpigments

Effektpigmente sind im Gegensatz zu klassischen Pigmenten häufig plättchenförmig. Anstelle von Lichtstreuung und Absorption beruht ihre Wirkung auf gerichteter Reflexion und Interferenz. Die Wirkung von Metalleffektpigmenten beruht ausschließlich auf gerichteter Reflexion. Perlglanz- und Interferenzpigmente haben unterschiedliche Wirkungsweise.
Allen Effektpigmenten ist gemeinsam, dass der optische Eindruck winkelabhängig ist. Die koloristische Bewertung ist daher bei verschiedenen Betrachtungswinkeln durchzuführen. Beim visuellen Vergleich kann dies durch Abkippen der Proben einfach durchgeführt werden. Herkömmliche Farbmessgeräte eignen sich kaum zur farbmetrischen Beurteilung, wenn sie nur unter einem Winkel messen können. Farbmessgeräte zur Beurteilung von Effektpigmenten bestimmten die Farbe unter bis zu 10 verschiedenen Winkeln.
Der Durchmesser der Plättchen beträgt je nach Art etwa 5 bis 100 µm. Die Dicke der einzelnen Plättchen beträgt weniger als 1 µm. Die Plättchen können aus einer oder mehreren Schichten bestehen. Das Material kann kristallin wie Glimmer oder amorph wie Glas oder Siliciumdioxid sein. Zur Erzielung eines guten Effektbildes sollen die Teilchen eine möglichst glatte Oberfläche besitzen und sich in der jeweiligen Anwendung ausrichten.